# Конев, Сергей Иванович
Сергей Иванович Конев  (род. 18 марта 1961, Одесса) — советский и украинский общественно-политический деятель. Народный депутат СССР (1989-1991).

## Биография
Родился 18 марта 1961 года в Одессе.
Закончил Днепропетровский медицинский институт.
Прошел путь от клинического ординатора кафедры инфекционных заболеваний Днепропетровского мединститута до директора лечебно-диагностического центра «Мединформ».
В 28 лет, будучи клиническим ординатором, избран народным депутатом СССР от Днепродзержинского территориального избирательного округа № 427 Днепропетровской области.
В 1989 году на I съезде Народного Руха Украины был избран первым заместителем председателя НРУ.
С 1990 года — председатель Всеукраинской ассоциации демократических советов и демократических блоков в Советах Украины.
С 1992 года — депутат Днепродзержинского городского совета.
С марта 1998 года — ведущий специалист Государственного специального конструкторского бюро автоматизации проектирования.
Был президентом Ассоциации демократического развития и самоуправления Украины.
Член Народного Руха Украины, руководитель аппарата Центрального провода НРУ. Председатель Днепропетровской областной организации НРУ.
Внештатный советник главы Днепропетровской облгосадминистрации Николая Швеца.

## Личная жизнь
Женат, воспитывает сына.